# 帕西奧維尼
50°59′2″N 33°42′7″E / 50.98389°N 33.70194°E
帕斯奧維尼（烏克蘭語：Пасьовини）是位於烏克蘭東北部的村莊，由蘇梅州科諾托普區的杜博夫亞濟夫卡市鎮負責管轄。該村處於比日河畔，距離比日夫卡2.5公里，海拔高度173米，2001年人口11。